# Arquitetura de dados
Arquitetura de dados é a estrutura dos componentes de dados de uma organização - considerados sob diferentes níveis de abstração, suas inter-relações, bem como os princípios, diretrizes, normas e padrões que regem seu projeto e evolução ao longo do tempo.
Envolve, portanto, o processo de gerenciamento dos ativos informacionais e o projeto de dados usado para definir uma determinada situação futura, incluindo o subsequente planejamento necessário para alcançar tal estado. É considerada um dos domínios que constituem os pilares da arquitetura empresarial. Em um sentido restrito, pode significar também o conjunto das definições de estruturas de dados, relacionamentos e regras comportamentais aplicadas a uma particular solução de tecnologia da informação (TI).

## Resumo
A arquitetura de dados descreve a estrutura de dados utilizada por uma organização e/ou seus aplicativos e contempla descrições de dados - tanto armazenados quanto em movimento, descrições de meios de armazenamento, grupos de dados, itens de dados e modelos de dados de soluções de TI.
Essencial à concepção da situação futura, a Arquitetura de Dados descreve como os dados são processados, armazenados e utilizados em um determinado sistema (sentido amplo). Ela fornece os critérios para as operações de processamento de dados, possibilitando que sejam projetados e também controlados os fluxos de dados no sistema.
O Arquiteto de Dados é responsável por definir a situação futura, pelo alinhamento durante o desenvolvimento e pelo acompanhamento para garantir que melhorias sejam feitas sempre de acordo com as especificações arquitetônicas originais. Ele se ocupa de trabalhar os dados como um recurso estratégico da organização, representando-os independentemente dos processos das diferentes unidades que os utilizam, respeitando as múltiplas visões derivadas do mesmo dado, permitindo seu compartilhamento, considerando as características dos níveis de informação necessários: operacional – tático – estratégico e disponibilizando estruturas de dados de forma organizada; propiciando com isso a construção da base para sistemas de informação flexíveis e integrados.
Durante a definição do estado de destino, a Arquitetura de Dados decompõe um assunto de informação até o seu nível atômico para, em seguida, trilhar o caminho inverso e compor o contexto desejado. Os Arquitetos de Dados executam essa tarefa, utilizando três processos tradicionais de Arquitetura: Conceitual, Lógico e Físico.
Abordagem do Framework Zachman para a Arquitetura de Dados:
| Camada | Visão                           | Dados (o quê)                                                | Interessado  |
| ------ | ------------------------------- | ------------------------------------------------------------ | ------------ |
| 1      | Escopo/contexto                 | Lista de coisas importantes para o negócio (áreas temáticas) | Planejador   |
| 2      | Modelo de negócios / conceitual | Modelo semântico ou conceitual / Enterprise Data Model       | Proprietário |
| 3      | Modelo de sistema / lógico      | Modelo de dados lógico                                       | Projetista   |
| 4      | Modelo tecnológico / físico     | Modelo de dados físico                                       | Construtor   |
| 5      | Configuração de componentes     | Definições de dados                                          | Integrador   |
| 6      | Corporação funcional            | Dados                                                        | Trabalhador  |

Neste segundo - e mais amplo - sentido, a arquitetura de dados inclui uma análise completa dos relacionamentos entre as funções de uma organização, tecnologias disponíveis e tipos de dados.
A Arquitetura de Dados deve ser definida na fase de planejamento do projeto de uma nova solução de TI que envolva persistência. Os principais tipos e fontes de dados necessários para apoiar uma organização devem ser identificados de modo completo, consistente e compreensível. O requisito principal nesta fase é a definição de todas as entidades de dados relevantes e não a especificação de itens tecnológicos ou de hardware. Uma entidade de dados é qualquer coisa real ou abstrata sobre a qual uma organização ou indivíduo deseja armazenar dados.

## Tópicos de arquitetura de dados

### Arquitetura conceitual
Visão de alto nível que dá suporte ao atendimento das necessidades do negócio de uma organização, direcionando as decisões sobre as soluções de tecnologia. Essa perspectiva destaca os elementos envolvidos nas relações negociais e não negociais da organização (entidades corporativas), contemplando-os em modelos independentes de qualquer limitação tecnológica e que buscam alinhar o suporte de TI à missão empresarial estabelecida.

### Arquitetura lógica de dados
Uma arquitetura lógica de dados descreve com precisão as propriedades e os relacionamentos de cada uma das entidades de dados envolvidas em um domínio organizacional ou problema de negócio a ser resolvido com apoio de TI, compondo um desenho detalhado a partir do qual líderes de projeto e desenvolvedores possam trabalhar com relativa independência.
Normalização das estruturas de dados e derivação de relacionamentos de cardinalidade múltipla em entidades associativas são práticas inerentes a essa abordagem, além do estreito alinhamento a um modelo corporativo previamente concebido e de alguma preocupação com padrões de implementação da arquitetura de banco de dados.

### Arquitetura física de dados
Arquitetura física de dados de um sistema de informação é parte de um Plano de Tecnologia. Como o próprio nome indica, o plano tecnológico está focado em elementos reais e tangíveis a serem utilizados na implementação da arquitetura de dados do projeto. Arquitetura Física de Dados engloba "arquitetura de banco de dados", que vem a ser um esquema da tecnologia de banco de dados utilizado para viabilizar a realização de um projeto de arquitetura de dados.
Portanto, a sua concepção está ligada à necessidade de suportar a implementação de um modelo que visa ao atendimento das necessidades de um negócio e que direciona as decisões sobre as soluções de tecnologia a serem adotadas.

### Elementos da arquitetura de dados
Há certos elementos que devem ser definidos como partes do esquema de arquitetura de dados desenhado em uma organização. Por exemplo, a estrutura administrativa que será criada para gerir os recursos de dados deve ser descrita. Além disso, as metodologias que serão empregadas para armazenar os dados precisam ser definidas. Há ainda a necessidade de se gerar uma descrição da tecnologia de banco de dados a ser utilizada, assim como uma descrição dos processos que irão manipular os dados.
Também é importante definir um projeto de governança de dados, que servirá para garantir o alinhamento de todos os projetos de dados às diretrizes e padrões eleitos na organização. Caso contrário, as operações comuns de dados correm o risco de serem implementadas de diversas formas, tornando-se difíceis de compreender e de controlar o fluxo de dados dentro de tais sistemas. Este tipo de fragmentação é altamente indesejável devido ao seu potencial maior custo e por gerar dados discrepantes. Tais dificuldades podem surgir em empresas que experimentam um crescimento muito rápido, assim como em organizações que apresentam grande diversidade de negócios (produtos e serviços).
Faz-se necessário o estabelecimento de padrões capazes de homogeneizar o significado de palavras, expressões e símbolos utilizados em todo o ciclo de produção das soluções de TI. A introdução de um vocabulário controlado (ou glossário) pode contribuir decisivamente para minimizar as barreiras de entendimento, proporcionando um meio eficiente e confiável para o compartilhamento dos dados.
Quando executada apropriadamente, a fase arquitetura de dados do planejamento de sistema de informação induz a organização a especificar e delinear tanto fluxos de informação internos quanto externos. Estes são padrões para cuja conceituação a organização pode não ter investido tempo previamente. É portanto possível, nesta fase, identificar importantes lacunas de informação, divergências entre departamentos e entre os sistemas organizacionais que podem não ter ficado evidentes antes da análise da arquitetura de dados.

### Restrições e influências
Várias restrições e influências podem ter efeito sobre um projeto de arquitetura de dados: requisitos organizacionais, direcionadores tecnológicos, fatores econômicos, políticas de negócios e necessidades de processamento de dados.
Requisitos organizacionaisGeralmente incluem elementos tais como a expansão do sistema, níveis de desempenho aceitáveis - especialmente quanto à velocidade de acesso, confiança das transações e transparência na gestão de dados. Além disso, a conversão de dados brutos, tais como registros de operações e arquivos de imagens, em informações úteis, por meio de recursos tais como data warehouses, é também um requisito organizacional comum, já que viabiliza decisões gerenciais e outros processos organizacionais. Uma das técnicas  usadas na gestão de uma arquitetura é a separação entre "Dados Transacionais" e "Dados de Referência". Outra estratégia consiste em separar "Sistemas de Captura de Dados" de "Sistemas de Recuperação de Dados".
Direcionadores tecnológicosNormalmente determinados pela arquitetura de dados vigente e por projetos de arquitetura de banco de dados. Além disso, alguns direcionadores de tecnologia derivam de frameworks e padrões de integração organizacional existentes, assim como de sistemas legados, resultantes de desenvolvimento interno ou adquiridos de terceiros.
Fatores econômicosTrata-se de aspectos importantes que devem ser levados em conta durante a fase de arquitetura de dados. É possível que algumas soluções, consideradas ideais em princípio, não possam ser potenciais candidatas devido ao seu custo. Fatores externos, tais como o ciclo de negócios, taxas de juros, condições de mercado e questões legais, podem exercer influência sobre as decisões relevantes sobre uma arquitetura de dados.
Políticas de negóciosPolíticas negociais que também direcionam o projeto de arquitetura de dados. Incluem políticas internas da organização, normas de órgãos reguladores, padrões profissionais e leis originadas em  diferentes instâncias governamentais. Tais políticas e regras ajudam a descrever a maneira pela qual a organização deseja processar os seus dados.
Necessidades de processamento de dadosIncluem transações precisas e reprodutíveis, realizadas em grandes volumes, data warehousing para suporte a sistemas de informações gerenciais (potencial data mining), relatórios periódicos repetitivos, relatórios ad hoc e apoio a várias iniciativas organizacionais conforme requeridas (por exemplo: orçamento anual e desenvolvimento de novo produto).